# Mohammadi (Stadt)
Mohammadi ist eine Stadt im indischen Bundesstaat Uttar Pradesh.
Die Stadt ist Teil des Distrikts Lakhimpur Kheri. Mohammadi hat den Status eines Nagar Palika Parishad. Die Stadt ist in 25 Wards gegliedert. Sie hatte am Stichtag der Volkszählung 2011 insgesamt 44.968 Einwohner, von denen 23.643 Männer und 21.325 Frauen waren. Hindus bilden mit einem Anteil von über 49,8 % die größte Gruppe der Bevölkerung in der Stadt gefolgt von Muslimen mit über 49,2 %. Die Alphabetisierungsrate lag 2011 bei 62,91 %.